# Championnat d'Ukraine de football de deuxième division 2019-2020
Navigation
Édition précédente Édition suivante
La saison 2019-2020 de Percha Liha est la vingt-neuvième édition de la deuxième division ukrainienne. Elle prend place entre le 27 juillet 2019 et l'été 2020, incluant une trêve hivernale entre le 24 novembre 2019 et le 22 mars 2020. En raison de la pandémie de Covid-19 en Ukraine, le championnat ne reprend finalement que le 24 juin 2020.
Pour cette édition, seize clubs du pays sont regroupés au sein d'une poule unique où ils s'affrontent à deux reprises, à domicile et à l'extérieur, pour un total de 240 matchs, soit trente chacun.
En fin de saison, les trois premiers au classement sont directement promus en première division, tandis que les deux derniers du classement sont directement relégués au troisième échelon. Les deux dernières équipes non-reléguées participent quant à elle à des barrages de relégation face à des clubs de l'échelon inférieur afin de déterminer les deux derniers participants de ces deux compétitions pour la saison 2020-2021.

## Clubs participants
Seize équipes prennent part à la compétition, incluant onze participants de la saison précédente, auxquels s'ajoutent un relégué de première division, le Tchornomorets Odessa, et quatre promus de troisième division qui sont le FK Mynaï, le Tcherkachtchyna Tcherkassy, le Kremin Krementchouk et le Metalurh Zaporijia qui remplacent les promus et relégués de l'édition précédente.
Parmi ces clubs, le MFK Mykolaïv est celui présent depuis le plus longtemps avec une participation ininterrompue en deuxième division depuis la saison 2011-2012. Il est suivi du Hirnyk-Sport Horichni Plavni promu en 2014 tandis que l'Avanhard Kramatorsk et l'Obolon-Brovar Kiev évoluent dans le championnat depuis 2015.
L'intersaison voit notamment le Rukh Vynnyky déménager à Lviv pour devenir le Rukh Lviv. Dans le même temps, l'Arsenal Kiev, relégué de première division à l'issue de l'exercice précédent, renonce à prendre part au championnat et est remplacé quelques jours avant le début de la compétition par le Metalurh Zaporijia, qui avait échoué à la promotion à l'issue de son barrage face à l'Ahrobiznes Volotchysk.
Légende des couleurs
- Relégué de première division
- Promu de troisième division

| Club                         | Présent depuis | Classement 2018-2019 | Stade                 | Capacité théorique |
| ---------------------------- | -------------- | -------------------- | --------------------- | ------------------ |
| Tchornomorets Odessa         | 2019           | 16 (D1)              | Stade Tchornomorets   | 34 164             |
| Volyn Loutsk                 | 2017           | 3                    | Stade Avanhard        | 12 080             |
| Metalist 1925 Kharkiv        | 2018           | 4                    | Stade Metalist        | 38 633             |
| Avanhard Kramatorsk          | 2015           | 5                    | Stade Prapor          | 6 000              |
| Obolon-Brovar Kiev           | 2015           | 6                    | Obolon Arena          | 5 100              |
| Inhoulets Petrove            | 2016           | 7                    | Stade Inhoulets       | 1 869              |
| Balkany Zorya                | 2017           | 8                    | Stade Borys Tropanets | 1 854              |
| MFK Mykolaïv                 | 2011           | 9                    | Stade central         | 15 600             |
| Prykarpattia Ivano-Frankivsk | 2018           | 10                   | MCS Rukh              | 15 000             |
| Rukh Lviv                    | 2017           | 11                   | Stade Skif            | 3 742              |
| Hirnyk-Sport Horichni Plavni | 2014           | 12                   | Stade Younist         | 2 500              |
| Ahrobiznes Volotchysk        | 2018           | 13                   | Stade Younist         | 2 700              |
| FK Mynaï                     | 2019           | 1 (D3, groupe A)     | Mynaï Arena           | 1 312              |
| Kremin Krementchouk          | 2019           | 1 (D3, groupe B)     | Stade Kremin          | 1 500              |
| Tcherkachtchyna Tcherkassy   | 2019           | 2 (D3, groupe A)     | Stade central         | 10 321             |
| Metalurh Zaporijia           | 2019           | 2 (D3, groupe B)     | Slavutych-Arena       | 11 083             |

## Compétition

### Critères de départage
Les équipes sont classées en premier lieu selon leur nombre de points. Ceux se répartissent sur la base de trois points pour une victoire, un pour un match nul et zéro pour une défaite.
Pour départager les équipes à égalité de points, les critères suivants sont utilisés :
1. Résultats lors des confrontations directes (dans l'ordre : points obtenus, différence de buts puis buts marqués) ;
2. Différence de buts générale ;
3. Buts marqués.

### Classement
| Rang | Équipe                       | Pts | J  | G  | N  | P  | Bp | Bc | Diff |
| ---- | ---------------------------- | --- | -- | -- | -- | -- | -- | -- | ---- |
| 1    | FK Mynaï P                   | 62  | 30 | 19 | 5  | 6  | 51 | 28 | +23  |
| 2    | Rukh Lviv                    | 61  | 30 | 18 | 7  | 5  | 51 | 21 | +30  |
| 3    | Inhoulets Petrove            | 60  | 30 | 17 | 9  | 4  | 47 | 22 | +25  |
| 4    | Ahrobiznes Volotchysk        | 60  | 30 | 19 | 3  | 8  | 52 | 30 | +22  |
| 5    | Volyn Loutsk                 | 57  | 30 | 17 | 6  | 7  | 57 | 36 | +21  |
| 6    | Obolon-Brovar Kiev           | 51  | 30 | 14 | 9  | 7  | 40 | 31 | +9   |
| 7    | Metalist 1925 Kharkiv        | 51  | 30 | 15 | 6  | 9  | 44 | 34 | +10  |
| 8    | Avanhard Kramatorsk          | 45  | 30 | 13 | 6  | 11 | 37 | 40 | -3   |
| 9    | Hirnyk-Sport Horichni Plavni | 39  | 30 | 12 | 3  | 15 | 42 | 48 | -6   |
| 10   | Tchornomorets Odessa R       | 39  | 30 | 10 | 9  | 11 | 40 | 37 | +3   |
| 11   | MFK Mykolaïv                 | 34  | 30 | 8  | 10 | 12 | 45 | 45 | 0    |
| 12   | Prykarpattia Ivano-Frankivsk | 30  | 30 | 9  | 3  | 18 | 44 | 51 | -7   |
| 13   | Kremin Krementchouk P        | 27  | 30 | 7  | 6  | 17 | 35 | 57 | -22  |
| 14   | Balkany Zorya                | 25  | 30 | 5  | 10 | 15 | 27 | 51 | -24  |
| 15   | Metalurh Zaporijia P         | 22  | 30 | 6  | 4  | 20 | 28 | 58 | -30  |
| 16   | Tcherkachtchyna Tcherkassy P | 7   | 30 | 1  | 4  | 25 | 23 | 74 | -51  |

Promotion en première division
Relégation en troisième division
Abréviations
1. ↑  Le Balkany Zorya est volontairement relégué en troisième division à la fin de la saison pour des raisons financières[3].

### Barrages de relégation
Le quinzième et le seizième du championnat affrontent les deux troisièmes des groupes de la troisième division à la fin de la saison dans le cadre d'un barrage aller-retour. Les équipes jouant à domicile et à l'extérieur sont déterminées peu avant la fin de saison par tirage au sort.
| Équipe                  | Aller | Total | Retour | Équipe                          |
| ----------------------- | ----- | ----- | ------ | ------------------------------- |
| Veres Rivne (D3)        | 2 - 0 | 3 - 1 | 1 - 1  | (D2) Tcherkachtchyna Tcherkassy |
| Metalurh Zaporijia (D2) | 0 - 2 | 0 - 3 | 0 - 1  | (D3) Alians Lypova Dolyna       |